# ويليام إل. ألين
ويليام إل. ألين (بالإنجليزية: William L. Allen)‏ هو مدير فني أمريكي، ولد في 1877 في آيوا في الولايات المتحدة، وتوفي في 13 مايو 1907.